# Tit Cecili
Tit Cecili (en llatí: Titus Caecilius) va ser un centurió de primer rang (primi pili) a l'exèrcit del llegat Luci Afrani. Va morir lluitant en la batalla d'Ilerda el 49 aC.